# Androsace hedraeantha
Androsace hedraeantha är en viveväxtart som beskrevs av August Heinrich Rudolf Grisebach. Androsace hedraeantha ingår i släktet grusvivor, och familjen viveväxter. Inga underarter finns listade i Catalogue of Life.